# Floralba Krasniqi
Floralba Krasniqi (ur. 26 sierpnia 1994 w Austrii) – austriacka piłkarka pochodzenia albańskiego, w 2013 roku dołączyła do reprezentacji Albanii.